# 佳能 EOS-1D Mark III
佳能 EOS-1D Mark III是一款1,010万像素的APS-H画幅专业数码单镜反光相机机身，由日本佳能公司制造。佳能 EOS-1D Mark III发布于2007年5月，为佳能 EOS-1D Mark II N的后续产品。其后续产品为佳能 EOS-1D Mark IV。